# Casanova (téléfilm, 1987)
Pour les articles homonymes, voir Casanova (homonymie).
Pour plus de détails, voir Fiche technique et Distribution.
Casanova est un téléfilm réalisé par Simon Langton, diffusé pour la première fois en 1987.

## Fiche technique
- Titre français : Casanova
- Réalisation : Simon Langton
- Scénario : George MacDonald Fraser
- Photographie : José Luis Alcaine
- Musique : Michel Legrand
- Pays d'origine : États-Unis - Royaume-Uni - Italie - Allemagne
- Genre : biographie
- Date de première diffusion : 1987

## Distribution
- Richard Chamberlain : Giacomo Casanova
- Faye Dunaway : Madame D'Urfe
- Sylvia Kristel : Maddalena
- Ornella Muti : Henriette
- Hanna Schygulla : la mère de Casanova
- Sophie Ward : Jacqueline
- Frank Finlay : Razetta
- Roy Kinnear : Balbi
- Kenneth Colley : Le Duc
- Richard Griffiths : Cardinal
- Patrick Ryecart : De Bernis
- Jean-Pierre Cassel : Louis XV
- Traci Lind : Heidi
- Christopher Benjamin : Massimo
- Paul Geoffrey : le Capitaine des dragons
- Aitana Sánchez-Gijón : Therese
- Fernando Hilbeck : Grimani